# Centris
Centris är ett släkte av bin. Centris ingår i familjen långtungebin.

## Bildgalleri

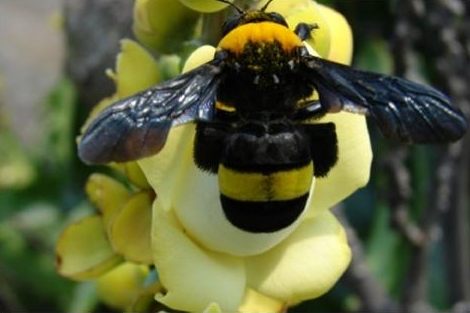
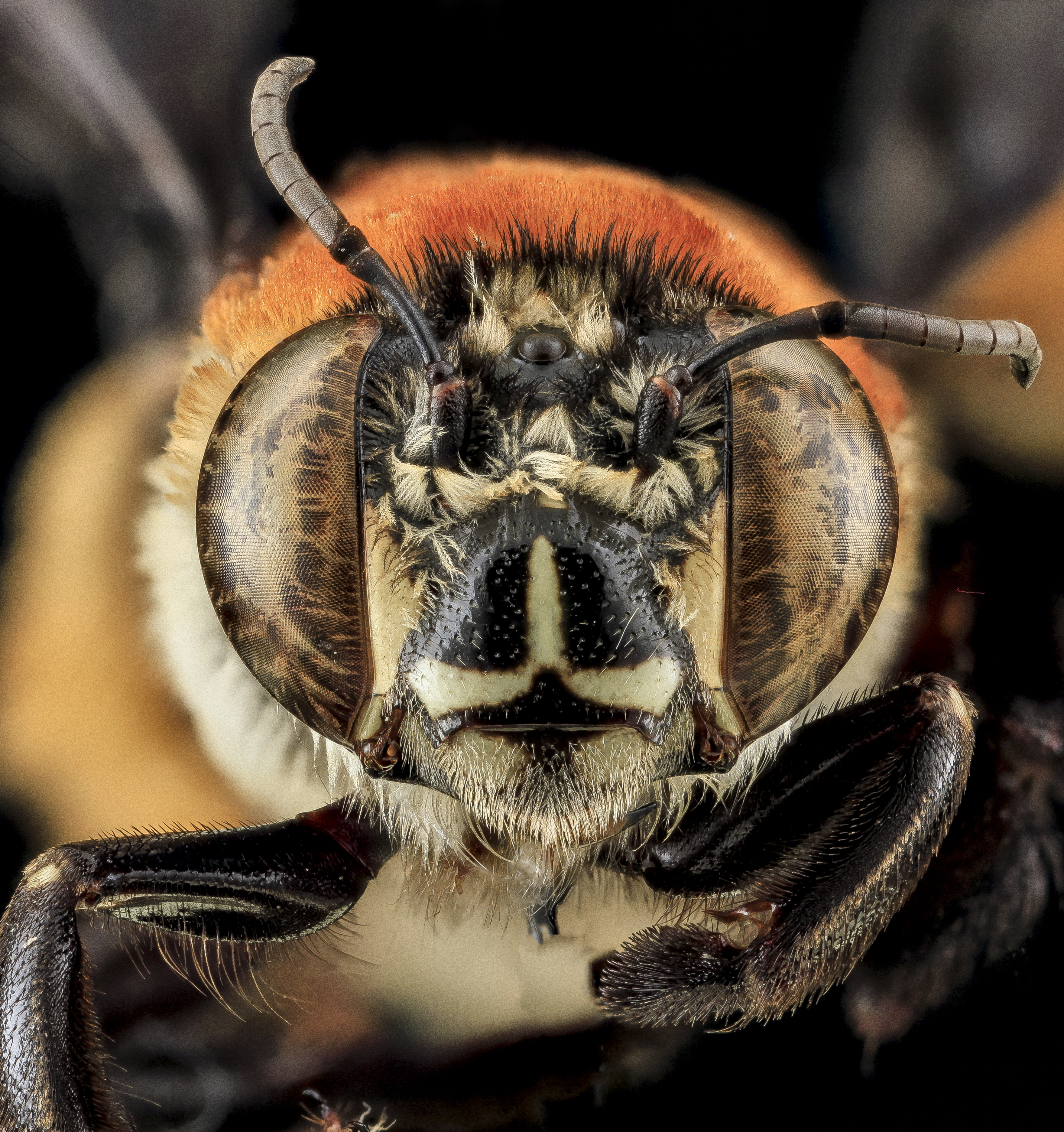
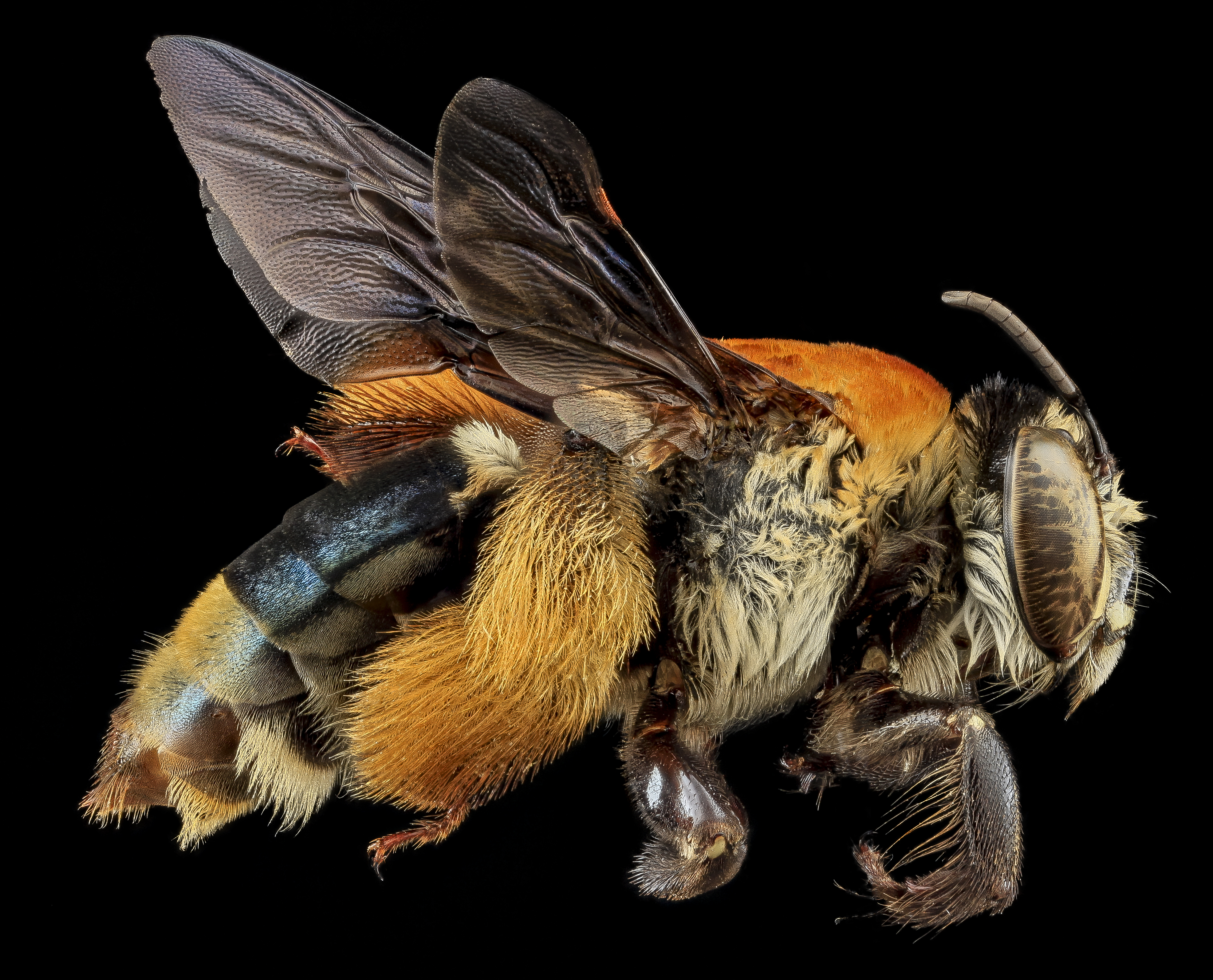
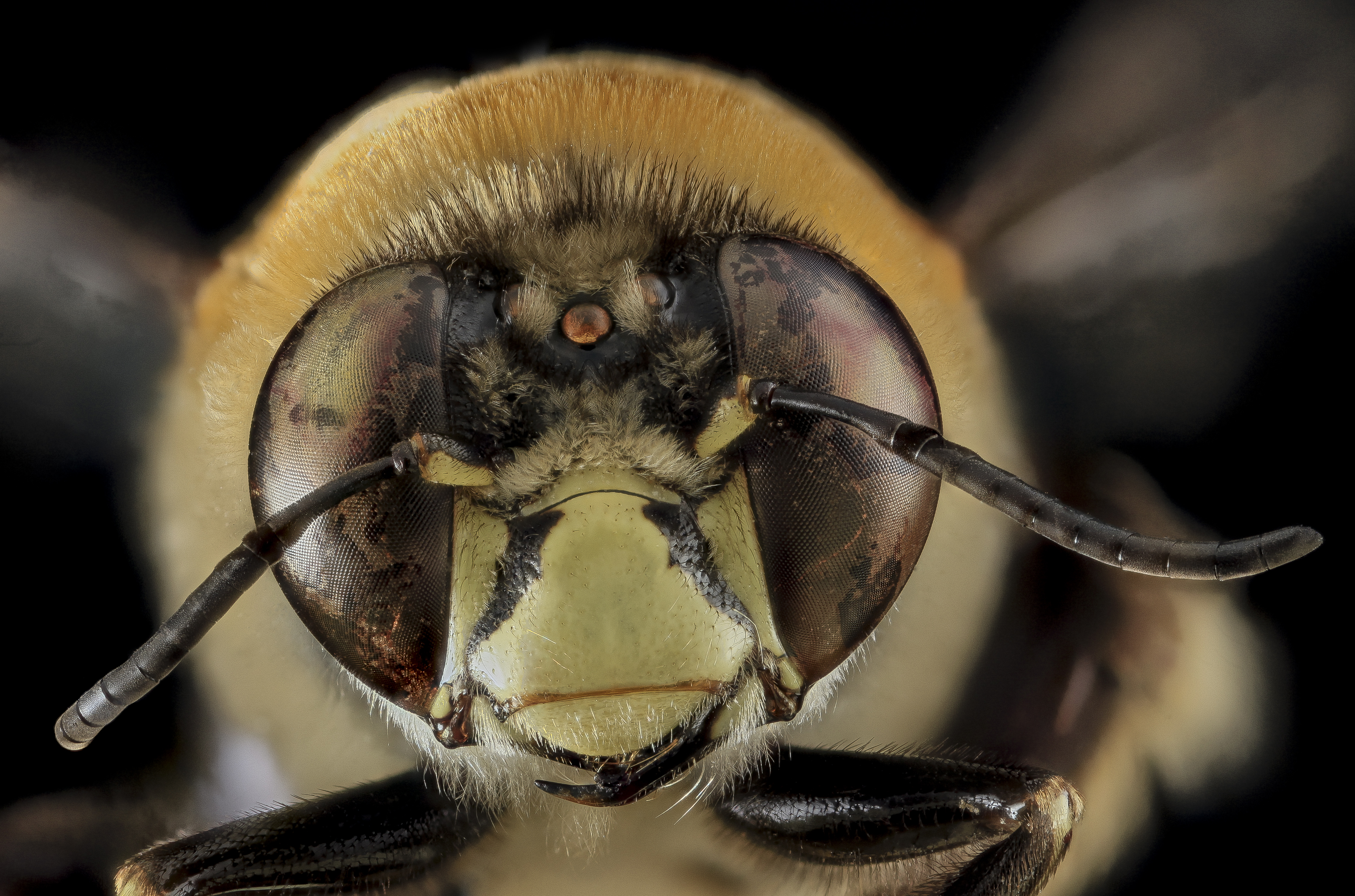
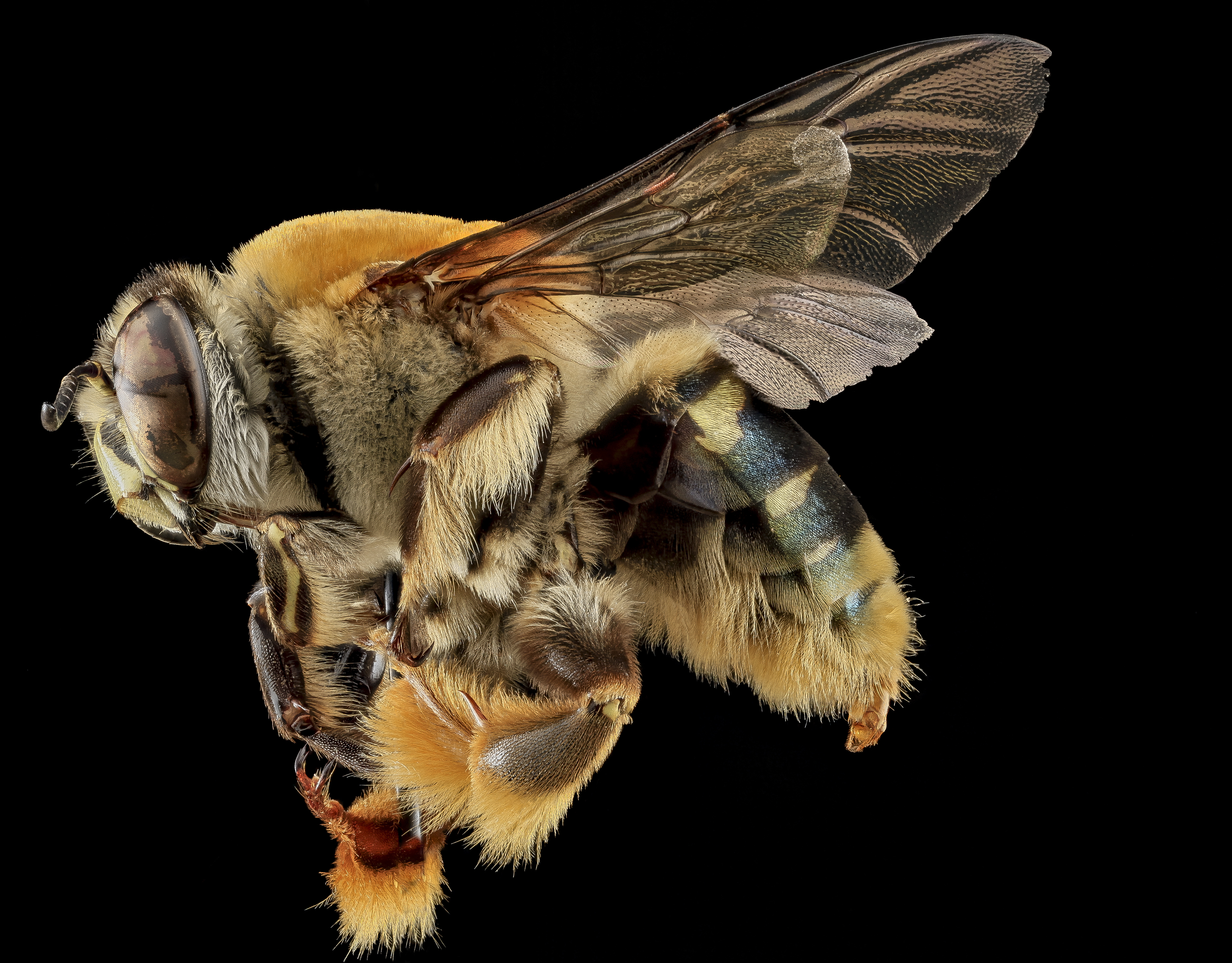
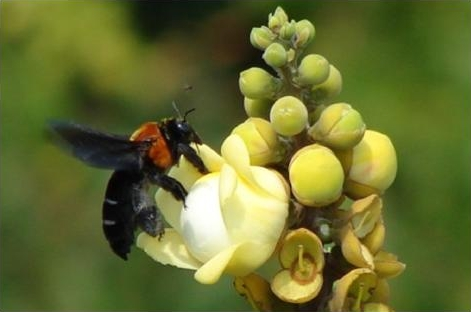

## Dottertaxa tillCentris, i alfabetisk ordning[1]
- Centris adani
- Centris adunca
- Centris aenea
- Centris aeneiventris
- Centris aethiocesta
- Centris aethiops
- Centris aethyctera
- Centris agameta
- Centris agilis
- Centris agiloides
- Centris albiceps
- Centris americana
- Centris amica
- Centris analis
- Centris angustifrons
- Centris anomala
- Centris aterrima
- Centris atra
- Centris atripes
- Centris barbadensis
- Centris bicolor
- Centris bicornuta
- Centris bitaeniata
- Centris boliviensis
- Centris braccata
- Centris brethesi
- Centris buchholzi
- Centris burgdorfi
- Centris caelebs
- Centris caesalpiniae
- Centris californica
- Centris carolae
- Centris carrikeri
- Centris catsal
- Centris caxiensis
- Centris chilensis
- Centris chlorura
- Centris chrysitis
- Centris cineraria
- Centris clypeata
- Centris cockerelli
- Centris collaris
- Centris confusa
- Centris conspersa
- Centris cordillerana
- Centris cornuta
- Centris crassipes
- Centris danunciae
- Centris decipiens
- Centris decolorata
- Centris decorata
- Centris deiopeia
- Centris dentata
- Centris denudans
- Centris derasa
- Centris dichrootricha
- Centris difformis
- Centris dimidiata
- Centris dirrhoda
- Centris discolor
- Centris dixanthozona
- Centris dorsata
- Centris ectypha
- Centris eisenii
- Centris elegans
- Centris ephippia
- Centris errans
- Centris erythrosara
- Centris erythrotricha
- Centris escomeli
- Centris euphenax
- Centris eurypatana
- Centris facialis
- Centris fasciata
- Centris ferrisi
- Centris ferruginea
- Centris festiva
- Centris fisheri
- Centris flavicans
- Centris flavifrons
- Centris flavilabris
- Centris flavofasciata
- Centris flavohirta
- Centris flavopilosa
- Centris flavothoracica
- Centris fluviatilis
- Centris frieseana
- Centris fulva
- Centris fuscata
- Centris garleppi
- Centris gavisa
- Centris gelida
- Centris griseola
- Centris haemorrhoidalis
- Centris harbisoni
- Centris heithausi
- Centris hoffmanseggiae
- Centris horvathi
- Centris hyptidis
- Centris hyptidoides
- Centris insignis
- Centris insularis
- Centris intermixta
- Centris jujuyana
- Centris klugii
- Centris labiata
- Centris laevibullata
- Centris langsdorfii
- Centris lanipes
- Centris lanosa
- Centris lateritia
- Centris laticincta
- Centris leprieuri
- Centris lilacina
- Centris longimana
- Centris lutea
- Centris lyngbyei
- Centris machadoi
- Centris maculifrons
- Centris maranhensis
- Centris mariae
- Centris maroniana
- Centris meaculpa
- Centris melampoda
- Centris melanochlaena
- Centris merrillae
- Centris metathoracica
- Centris mexicana
- Centris mixta
- Centris mocsaryi
- Centris moerens
- Centris moldenkei
- Centris mourei
- Centris muralis
- Centris neffi
- Centris nigerrima
- Centris nigriventris
- Centris nigrocaerulea
- Centris nigrofasciata
- Centris nitens
- Centris nitida
- Centris niveofasciata
- Centris nobilis
- Centris obscurior
- Centris obsoleta
- Centris orellanai
- Centris pachysoma
- Centris pallida
- Centris plumbea
- Centris plumipes
- Centris poecila
- Centris pseudoephippia
- Centris pulchra
- Centris quadrimaculata
- Centris restrepoi
- Centris rhodadelpha
- Centris rhodomelas
- Centris rhodophthalma
- Centris rhodoprocta
- Centris rhodopus
- Centris rubripes
- Centris rufipes
- Centris rufohirta
- Centris rufosuffusa
- Centris rupestris
- Centris ruthannae
- Centris satana
- Centris scopipes
- Centris scutellaris
- Centris semicaerulea
- Centris sericea
- Centris similis
- Centris singularis
- Centris smithiana
- Centris smithii
- Centris spilopoda
- Centris sponsa
- Centris superba
- Centris tamarugalis
- Centris tarsata
- Centris terminata
- Centris testacea
- Centris tetrazona
- Centris thoracica
- Centris tiburonensis
- Centris toroi
- Centris torquata
- Centris transversa
- Centris tricolor
- Centris trigonoides
- Centris unifasciata
- Centris urens
- Centris vanduzeei
- Centris vardyorum
- Centris varia
- Centris weilenmanni
- Centris versicolor
- Centris vidua
- Centris willineri
- Centris violacea
- Centris vittata
- Centris vogeli
- Centris vulpecula
- Centris xanthocnemis
- Centris xanthomelaena
- Centris xochipillii
- Centris zacateca
- Centris zonata